# Липтон, Питер
Питер Липтон (англ. Peter Lipton; 9 октября 1954, Нью-Йорк, Нью-Йорк — 25 ноября 2007, Кембридж) — американский философ и историк науки, эпистемолог. Доктор философии (1985), первый именной профессор Hans Rausing Professor (с 1997?8) и также первый и многолетний заведующий кафедрой истории и философии науки в Кембриджском университете (с 1996; преемник — Джон П. Форрестер). Назывался одним из ведущих философов науки и эпистемологов в мире. Феллоу кембриджского Королевского колледжа (с 1994), член Академии медицинских наук. Лауреат Medawar Lecture (2004). «Ведущий философ науки, Липтон создал классическую работу по логическому выводу и стремился сделать свою дисциплину актуальной для жизни». Согласно «Телеграфу», он был известен как один из самых вдохновляющих преподавателей Кембриджа. Ключевой труд — «Вывод к лучшему объяснению» (1991), в котором предлагалось описание научного метода, альтернативное теориям Поппера об эмпирической фальсификации.
Родился в семье немецких евреев, бежавших от нацистов.
Изучал физику и философию в Уэслианском университете (бакалавр, 1976) и Оксфорде (бакалавр философии и аспирантура, в Нью-колледже), где в 1985 году защитил докторскую диссертацию (научный рук-ль William Newton-Smith), учился в частности у Рома Харре.
С того же и по 1990 год ассистент-профессор в колледже Уильямса (Уильямстаун, штат Массачусетс). С 1991 года работал на кафедре истории и философии науки в Кембриджском университете (согласно Independent — возможно, ведущем центре истории и философии науки не только в Великобритании, но во всем мире): сперва ассистент-лектор, с 1994 лектор, с 1997 заведовал кафедрой, и. о. с 1996. Как отмечают: «До его назначения в 1996 году существовали определенные трения между историками науки и философами науки, но, хотя сам он примыкал в основном лагерю последних, его легкое прикосновение во многом помогло сгладить взъерошенные перья и объединить сотрудников».
В Оксфорде он посещал кружок Алфреда Джулса Айера, по образцу которого создаст и свою «epistemology reading group» на своей кафедре в Кембридже. В исторической философии ему наиболее близок был восхищавший его Дэвид Юм, благодаря которому Липтон, по собственному свидетельству, и «подсел» на философию. Его также интересовали философия религии, философия сознания, свобода воли, законы природы и биоэтика. В последние годы жизни возглавлял рабочую группу по этическим вопросам фармакогенетики в Наффилдском совете по биоэтике. Состоял редактором-консультантом журнала Studies in History and Philosophy of Science. Как отмечают, иногда его выступления напоминали слушателям Граучо Маркса. Являлся постоянным автором веб-сайта AskPhilosophers.org.
Умер от сердечного приступа после игры в сквош.
Оставил вдову Диану (женился в 1984, повстречал свою будущую супругу в Оксфорде) и двоих сыновей (оба родились в Уильямстауне). Называл себя «религиозным атеистом» и был практикующим реформистским евреем («он не считал, что необходимо верить в Бога, чтобы осознать ценность религии в предоставлении человеку морального компаса»). Являлся сопредседателем Beth Shalom Reform Synagogue (Cambridge).
Автор вышедшей на основе его докторской диссертации книги «Вывод к лучшему объяснению» (1991, второе издание 2004), которую называют его наиболее важным вкладом в философию науки и эпистемологию, а также приобретшей статус, при его жизни, «недавней классики». Осталась незавершенной его книга по истории проблемы индукции «Затруднительное положение Юма», основную линию аргументации автора в которой, как отмечают, можно почерпнуть из ряда его вышедших тематических статей.
Публиковался в Analysis, Metascience, Philosophical Transactions of the Royal Society B, Science, Philosophical Studies, Nat..